# 齐亚乌德迪恩普尔
齐亚乌德迪恩普尔（Ziauddin Pur），是印度德里North East县的一个城镇。总人口48028（2001年）。

## 人口
该地2001年总人口48028人，其中男性25875人，女性22153人；0—6岁人口8250人，其中男4379人，女3871人；识字率66.56%，其中男性为72.87%，女性为59.19%。